# فونتانیوا
فونتانیوا (به ایتالیایی: Fontaniva) یک کومونه در ایتالیا است که در استان پادووا واقع شده‌است.

## خصوصیات
فونتانیوا ۲۰٫۶ کیلومترمربع مساحت و ۷٬۶۵۷ نفر جمعیت دارد و ۴۵ متر بالاتر از سطح دریا واقع شده‌است.

## خواهرخوانده
شهرهای بارتین، اماسرا و Nova Pádua خواهرخوانده‌های فونتانیوا هستند.